# نقطه دید
نقطه ایست
نقطهٔ دید، ناظر یا نقطهٔ ایست به نقطه‌ای گفته می‌شود که یک ناظر برای دیدن یک جسم در آن قرار می‌گیرد و از آن به جسم می‌نگرد.